# 양윤재
양윤재(1949년 2월 21일 ~ )는 대한민국의 대학교수, 정치인이다.

## 학력
- 서울대학교 건축공학과 졸업
- 서울대학교 환경대학원 도시 및 지역계획학과 수료
- 미국 일리노이공과대학(Illinois institute of Technology) 건축학 석사
- 미국 하버드대학 조경학 석사

## 경력
- 1974 ~ 1975: 일양건축연구소 연구원
- 1976 ~ 1981: 미국 Skidmore,Owings & Merrill 근무
- 1981.09 ~ : 서울대학교 환경대학원 환경조경학과 부교수
- 1986 ~ 1987: 서울대학교 환경대학원 부원장
- 1986 ~ : 서울대학교 환경대학원 환경조경학과장
- 1992 ~ 1993: 미국 워싱턴대학 교환교수
- 1996 ~ 1999: 서울대학교 국제교류센터 소장
- 1997 ~ : 용문학원 이사
- ~ 2006.02: 서울특별대 환경대학원 환경조경학과 교수
- 2001 ~ : 한국도시설계학회 부회장
- 2002.08 ~ 2004.07: 서울특별시 청계천복원추진본부장
- 2003.01 ~ : 서울특별시 환경보전정책보좌관
- 2003.08 ~ 2006.08: 자치단체국제환경협의회(ICLEI) 집행위원(임기 3년)
- 2004.07 ~ 2005.08: 서울특별시 행정제2부시장
- 2008.12 ~ : 대통령직속 국가건축정책위원회 위원
- 2010.04 ~ : 한국도시설계학회장
- 한국과학기술원 초빙석좌교수
- 우리파이낸셜 사외이사